# Yokosuka Ro-go Ko-gata
Yokosuka Ro-go Ko-gata là một loại thủy phi cơ trinh sát của Nhật Bản được phát triển trong Chiến tranh thế giới I.

## Quốc gia sử dụng
Nhật Bản
- Hải quân Đế quốc Nhật Bản

## Tính năng kỹ chiến thuật
Dữ liệu lấy từ Japannese Aircraft 1914–1941 
Đặc tính tổng quan
- Kíp lái: 2
- Chiều dài: 10,16 m (33 ft 4 in)
- Sải cánh: 15,692 m (51 ft 6 in)
- Chiều cao: 3,666 m (12 ft 0 in)
- Diện tích cánh: 48,22 m2 (519,0 foot vuông)
- Trọng lượng rỗng: 1.070 kg (2.359 lb)
- Trọng lượng có tải: 1.628 kg (3.589 lb)
- Động cơ: 1 × Mitsubishi type Hi , 160 kW (220 hp)
- Cánh quạt: 2-lá

Hiệu suất bay
- Vận tốc cực đại: 156 km/h; 97 mph (84 kn)
- Tầm bay: 778 km; 483 mi (420 nmi)
- Thời gian bay: 5 h
- Thời gian lên độ cao: 4 phút lên độ cao 500 m (1.640 ft)

Vũ khí trang bị

- Súng: 1× súng máy 7,7 mm